# 2017년 4대륙 피겨스케이팅 선수권 대회

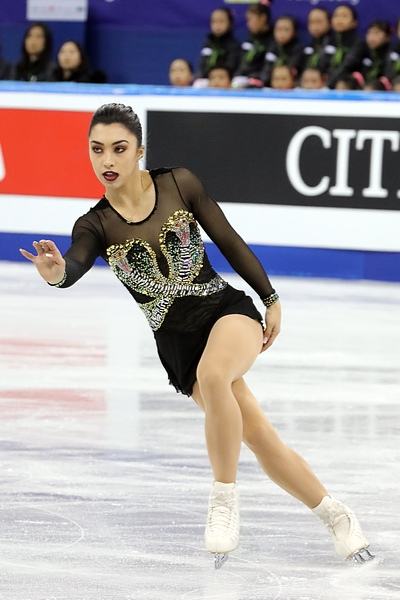

2017년 4대륙 피겨 스케이팅 선수권 대회(2017 Four Contients Figure Skating Champions)는 2017년 2월 15일부터 2월 19일까지 대한민국 강원도 강릉시에서 열렸으며, 아이스 댄스, 페어, 남자싱글, 여자싱글 4종목으로 구성되어 있다.
4대륙은 아메리카, 아시아, 아프리카, 오세아니아를 이룬다.